# 成富うどん
成富うどん（なりとみうどん）は、千葉県成田市を中心に提供されているご当地うどんである。

## 概要
成富うどんの名前は「富が成る」という言葉から縁起を担いで命名されたもの。地元八街産の小麦を使ったパスタサイズの細打ちの麺を、様々なスタイルでアレンジしているのが特徴。国際都市成田を象徴するように、和風、洋風、中華風、韓国風、エスニック風と提供している店によって料理の内容も様々で、フォークを使って食べることもできるため箸を使えない外国人でも簡単に食べることができる。

## 経緯
成富うどんは、富里市のそば店店主が空港関係者の外国人と対話する中で生まれた。彼らは日本の麺料理を箸で食べなければならないことには困難を感じているものの、和風パスタは日本食ではない、として否定的だったのだという。この対話からフォークでうどんを食べるのならどうか、と考えたそば店店主は、成田市でスペイン料理店を営む友人とパスタ風のうどんを開発したのである。このうどんは成田市と富里市の頭文字を取り、「富が成る」よう「成富うどん」と名付けられた。2009年時点ではこのうどんを提供するのは1店舗のみであったが、2011年時点では成田市周辺12店舗に拡大した。
2010年7月に発足した成田の地域おこしグループ成田空援隊も、このうどんのPRに乗り出し、その活動がテレビでも再三取り上げられた。空援隊は資金に余裕がなく、うどんの試食会では材料費を徴収しなければならないほど活動には制約があったが、隊の働きかけにより、一時的にJALの成田空港国際線ラウンジでも振る舞われた。価格や浸透度に選定条件のある昭文社の雑誌にもご当地グルメとして取り上げられた。2012年に空援隊の活動が舞台化された際にも、成富うどんのPR活動が題材に盛り込まれた。